# Хилл, Дасти
Дасти Хилл (англ. Dusty Hill, настоящее имя Джозеф Майкл Хилл, англ. Joseph Michael Hill; 19 мая 1949, Даллас — 27 июля 2021, Хьюстон) — американский музыкант, автор песен, бас-гитарист и второй вокалист группы ZZ Top. Бывший участник групп The Warlocks и American Blues.

## Биография
Дасти Хилл родился в Далласе, штат Техас. Учился в школе Вудро Вильсона, обучаясь там в том числе игре на виолончели. Уже с восьми лет зарабатывал пением (подражая Элвису Пресли), выступал вместе со своим братом Рокки Хиллом (Rocky Hill). Когда Дасти Хиллу исполнилось 13 лет, группа осталась без бас-гитариста, и брат настоял на том, чтоб это место занял Дасти. Как вспоминал сам музыкант, большинство бас-гитаристов в прошлом гитаристы, но с ним было всё не так, он просто взял в руки бас-гитару и отработал на вечернем выступлении. Получилось не очень хорошо (как вспоминал Дасти Хилл, «Я держал палец на ладу и когда приходило время его переставлять, брат хлопал меня по плечу»), но смущение послужило отличным мотиватором До 1968 года Дасти Хилл играл в местных далласских группах Warlocks, Cellar Dwellars и American Blues; в последней группе в 1965 году он и познакомился с Фрэнком Бирдом.
В 1968 году братья Хиллы и Бирд оказываются в Хьюстоне, где их покидает Рокки из-за творческих разногласий. В 1969 году Дасти Хилл работал с известным блюзменом Лайтнином Хопкинсом. В начале 1970 года Дасти Хилл по настоянию и рекомендации Фрэнка Бирда становится участником ZZ Top, группы Билли Гиббонса, формируя состав из трёх человек, который сохранился неизменным до смерти Дасти Хилла в 2021 году. Первый концерт как трио ZZ Top отыграли 10 февраля 1970 года в Бомонте, для чего Дасти Хилл даже одолжил чью-то бас-гитару.
В 1984 году, когда его подруга стягивала с него сапог, у него выпал на пол револьвер и выстрелил. Дасти Хилл был ранен в живот, но сумел самостоятельно добраться до больницы.
В 2000 году стало известно о том, что Дасти болен гепатитом С, однако музыкант смог вернуться к творческой и концертной деятельности и поддержать группу. Вот как он говорил об этом: «Я — живое доказательство того, что с гепатитом С можно справиться, а с ZZ Top — нет». В том же году он сломал два ребра в результате несчастного случая перед выступлением.
Игре Хилла на басу свойственен минимализм и чувство меры. Музыкант, отвечая на вопрос, как он этого добился, ответил, что это заняло время. После того, как он изучил основы, на него повлиял Джек Брюс, который не был минималистом в своей игре, а также джазмены Стэнли Кларк и Чарльз Мингус, и в результате Хилл играл много. «Но когда мы начали играть втроём, я понял, что ты должен исполнять песню, а не свою личную партию, и ты должен быть вкусным и получать удовольствие от игры. Мне очень помогает участие в сочинении песен: если я в этом участвую, то ко мне приходит это чувство. Я считаю одним из лучших басистов в мире Пола Маккартни: он играл идеально везде, в каждой песне. Иногда вы даже не замечаете баса — я это, с одной стороны, ненавижу, но в каком-то смысле мне это нравится. Это комплимент. Это означает, что вы заполнили [басом] всё там где надо, но вас не слышно там, где вам не нужно быть».
В своих интервью Дасти Хилл нередко подтверждал сказанное:
С тех пор как я играю в трио, моя работа состоит в том, чтобы не играть слишком много, но при этом я должен играть всё время. Я всегда любил Джека Брюса из Cream и его стиль игры, но он очень много бегает по грифу. Я лучше буду оставаться внизу [грифа], чтобы создавать основу, чем двигаться. В песнях, что на Eliminator, я и делал что-то типа того, но чуть более точно. И я этим наслаждаюсь в известной степени, но у вас нет свободы бегать по грифу и делать всякие штуки, лишь иногда играя чуть больше.       
Оригинальный текст (англ.)Since I play in a three-piece group, my job is not to play too much, but you still have to play all the time. I've always loved Jack Bruce of Cream and that style of playing but he moved around a lot on the fretboard. I'll stay down there for the foundation, then maybe move. With the songs on 'Eliminator' I still did that same kind of thing, but with more preciseness... And I enjoy that, in a way, but you don't have the freedom to move around and throw in this and that occasionally, to play the part more.

О звуке бас-гитары, который он предпочитает, Дасти Хилл сказал: «Мой звук сильный, тяжёлый и немного искажённый, потому что он должен перекрывать гитару. Кто-то однажды попросил меня описать мой звук, и я сказал, что это похоже на пердёж в мусорный бак. Я имел в виду, что он грубый, но всё равно звучание должно быть».
Дасти Хилл, несмотря на внушительную коллекцию бас-гитар, всегда тяготел к Fender Telecaster, и даже играя в последнее время на гитарах, изготовленных на заказ, заботился о том, чтобы их звук был похож на звук Telecaster. Также Дасти Хилл часто использовал Fender Precision Bass и знаменитую, обшитую овчиной, Dean Z. Bolin Guitars выпускает именную модель бас-гитары Bolin Dusty Hill «Crazy Cowboy».
Обозреватель The New York Times отозвался об участниках ZZ Top и их разнице так: «мистер Гиббонс — эффектный виртуоз, мистер Хилл — точный музыкальный механик».
В 2002 году музыкант женился на своей давней подруге Чарлин «Чак» МакКрори. У Дасти Хилла есть дочь.

### Смерть
Хилл умер 28 июля 2021 года. О смерти музыканта сообщили его товарищи по группе Билли Гиббонс и Фрэнк Бирд. По словам вдовы музыканта, это произошло рано утром: «Он меня разбудил, мы поговорили, и во время нашей милой болтовни он внезапно остановился, и его не стало в одно мгновение».

## Роли в кино и сериалах
- 1990 — Назад в будущее 3 / Музыкант на вечеринке.
- 2007 — Царь горы, 11 сезон, серия 5 / В роли кузена Хэнка Хилла.
- 2010 — Два с половиной человека, сезон 7, эпизод 21 / В роли самого себя вместе с остальными членами группы.